# Mahonia lomariifolia
Mahonia lomariifolia es una especie de la familia de las Berberidáceas.

## Descripción
Es una de las mahonias más altas y elegantes; alcanza 3-4,5 m de alto y 1,8-3 m de ancho. Sus hojas son largas y verde oscuro, nacen sobre todo en las puntas de los brotes, similares al bambú, y tiene estrechas hojuelas espinosas como las del acebo. Da densos racimos erguidos de fragantes flores amarillo vivo desde finales del otoño y durante el invierno, antes de los purpúreos frutos.

## Distribución
Procedente de China central y occidental.